# Friedrich Abraham von Hopffgarten
Friedrich Abraham von Hopffgarten, vereinfacht auch von Hopfgarten, (* 13. Oktober 1702; † 24. April 1774 in Mülverstedt) war ein kursächsischer Geheimer Rat und Dompropst des Stifts Naumburg.

## Leben
Er stammte aus dem thüringischen Adelsgeschlecht von Hopffgarten. Seine Eltern waren der spätere Generalmajor und Kommandant der Festung Pfleißenburg Georg Friedrich von Hopffgarten (* 2. Januar 1660; † 8. Januar 1732) und dessen Ehefrau Christine Sybille von Einsiedel (* 19. April 1685; † 19. Juli 1718). Seine Brüder waren Carl Gottlob von Hopffgarten und der spätere Geheime Kriegsrat Christian Friedrich von Hopffgarten (* 16. August 1707; † 18. Juli 1793).
Friedrich Abraham stellte sich wie sein Vater in den Dienst der Wettiner. Am Hof in Dresden erfolgte seine Ernennung zum kurfürstlich-sächsischen Geheimen Rat. Am Naumburger Dom wurde er Propst und Kapitular, wohnte dadurch eine Zeitlang auch in Naumburg. Mehrere Jahre war er außerdem als Oberaufseher der Grafschaft Mansfeld in Eisleben tätig.

## Familie
Friedrich Abraham von Hopffgarten heiratete am 17. Oktober 1834 die Freiin Ernestine Luise von Knigge (* 25. April 1705; † 31. Mai 1768).
Das Paar hatte einen einzigen Sohn und zwei Töchter, die ihn überlebten. Der Sohn war Georg Wilhelm von Hopffgarten, kursächsischer wirklicher Hof- und Justizrat, seit 1790 Reichsgraf, und die beiden Töchter Ernestine Friedericka, Ehefrau von Karl Friedrich von Dacheröden, und Carolina Louise, verehelichte von Uffel.